# Ямочки на щоках
Ямочки на щоках — видимі невеликі западини різної глибини та розміру. 

## Короткий опис
Ямочки на щоках бувають круглими або видовженими по вертикалі (щілинними). Розташовуються на різній відстані латерально від кутиків рота. Найчастіше ямочки бувають з двох сторін, але також можуть бути лише з одного боку. Рідко бувають три ямочки: на підборідді та двох щоках. Зазвичай ямочки практично непомітні у спокійному стані м'язів обличчя і виявляються лише при усмішці чи інтенсивній міміці.
Ямочки на обох щоках відносно рідкісне явище і вважаються символом краси.
Основна причина появи — індивідуальні особливості будови великого вилицевого м'яза (лат. m. zygomaticus major), який при скороченні витягує кутик рота вгору і трохи назовні, формуючи посмішку. Тому цей м'яз також умовно називається «головним м'язом сміху».
Великий вилицевий м'яз має роздвоєну, V-подібну будову. Цілісною частиною прикріплюючись до вилицевої кістки, він роздвоюється по дорозі на два пучки — верхній і нижній і вплітається в круговий м'яз рота: верхнім пучком трохи вище кутика рота і нижнім трохи нижче, навскіс. Анатомічна будова «м'яза сміху» дуже варіабельна. У деяких випадках (до 30 %) у серединній частині нижнього пучка спостерігаються поперечні волокна, які вплітаються в дерму щоки, «прив'язуючи» до себе таким чином шкіру над ділянкою зрощення. На «пухких» щічках ямочка більш помітна, оскільки ділянка навколо прирощення м'яза до шкіри додатково піднята жировим прошарком. З віком ефект ямочки може зникнути — за рахунок тоншання жирового шару або розтягнення м'яза.
Генетично ямочка відносяться до домінантних ознак.
Існує пластична операція, яка штучно створює ямочки на щоках. Її довгострокові ефекти, пов'язані з віковим зниженням еластичності шкіри, поки що не відомі.

## Культурні особливості
У деяких культурологічних дослідженнях, особливо азійських та індо-етнічних підгруп, відзначено тенденцію до переваг людей з ямочками на щоках, які вважаються привабливішими та виглядають щирими. Ямочки також можуть відігравати роль у сексуальних уподобаннях.

## Галерея

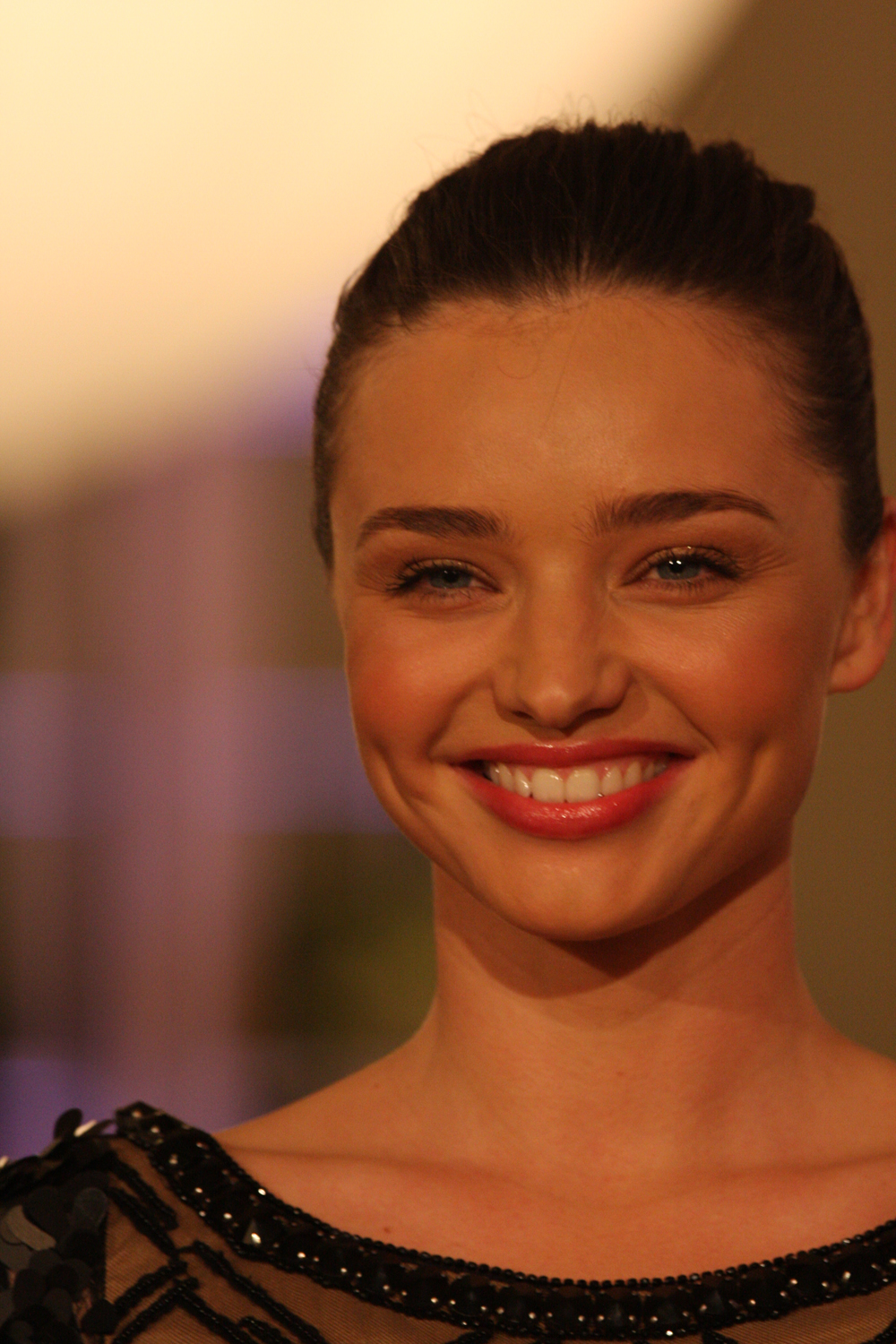
Міранда Керр
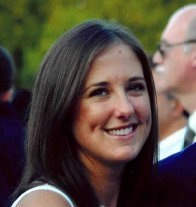
Ямочки на щоках у дівчини
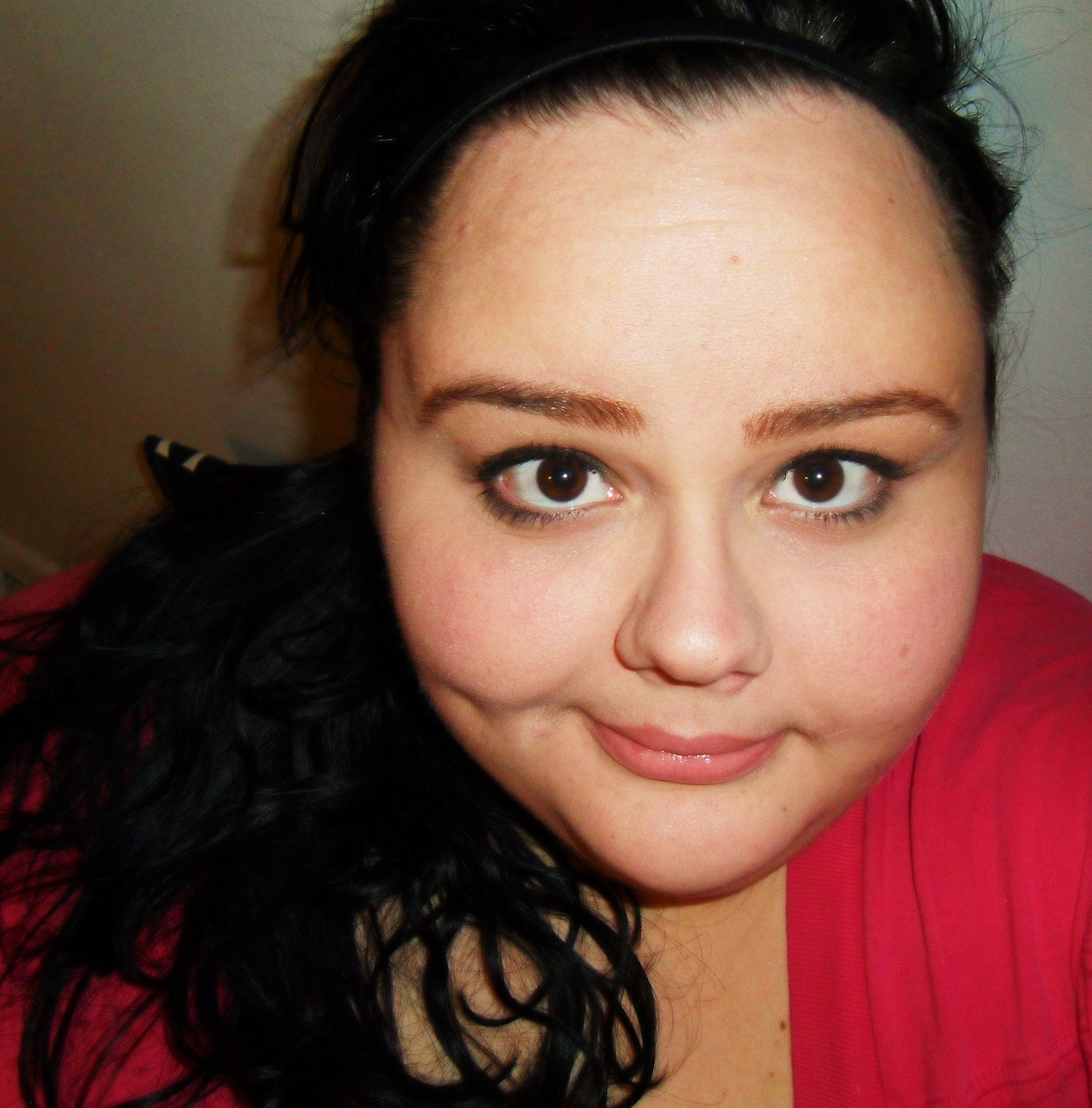
Одна ямочка
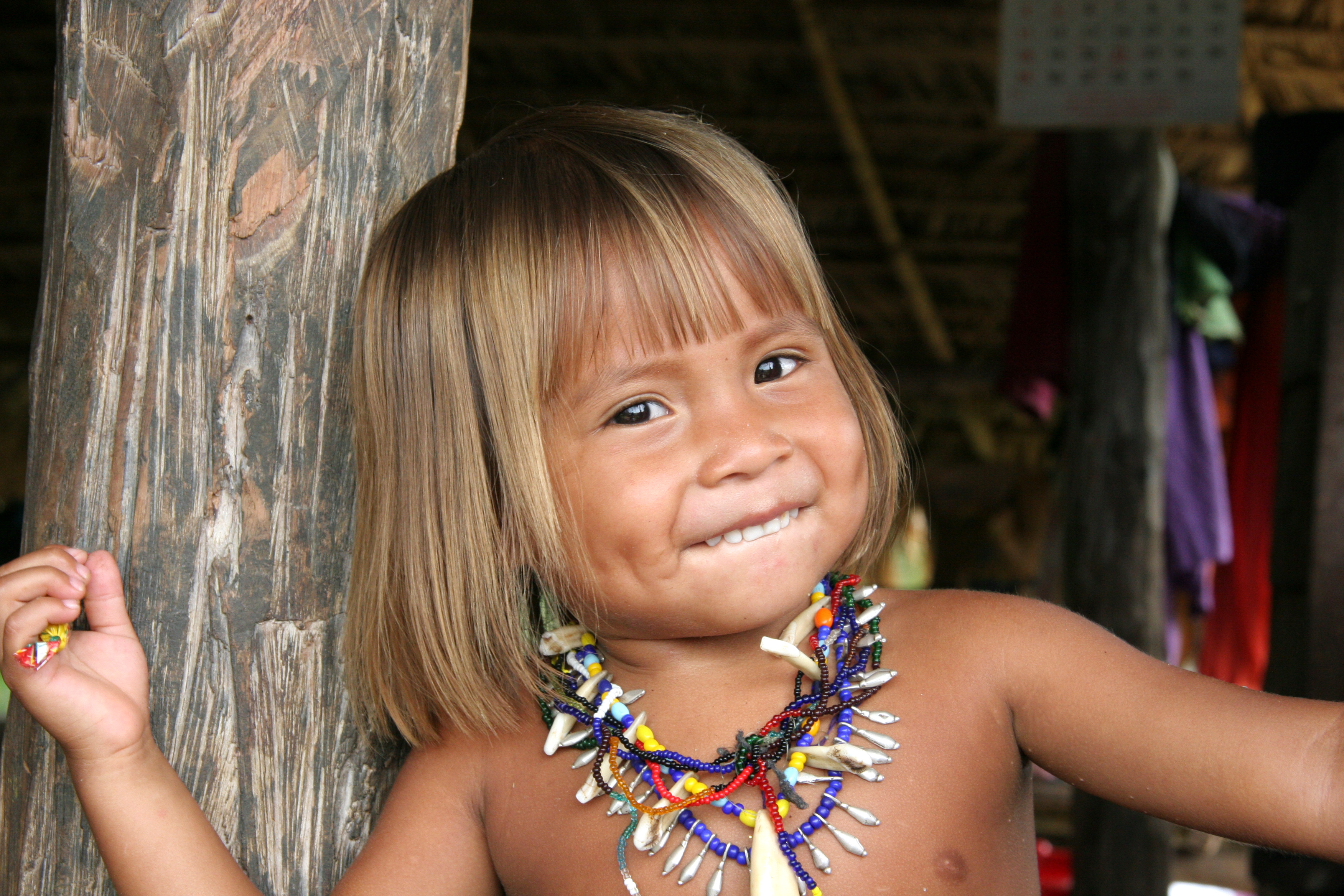
Хлопчик з ямочками (Панама)
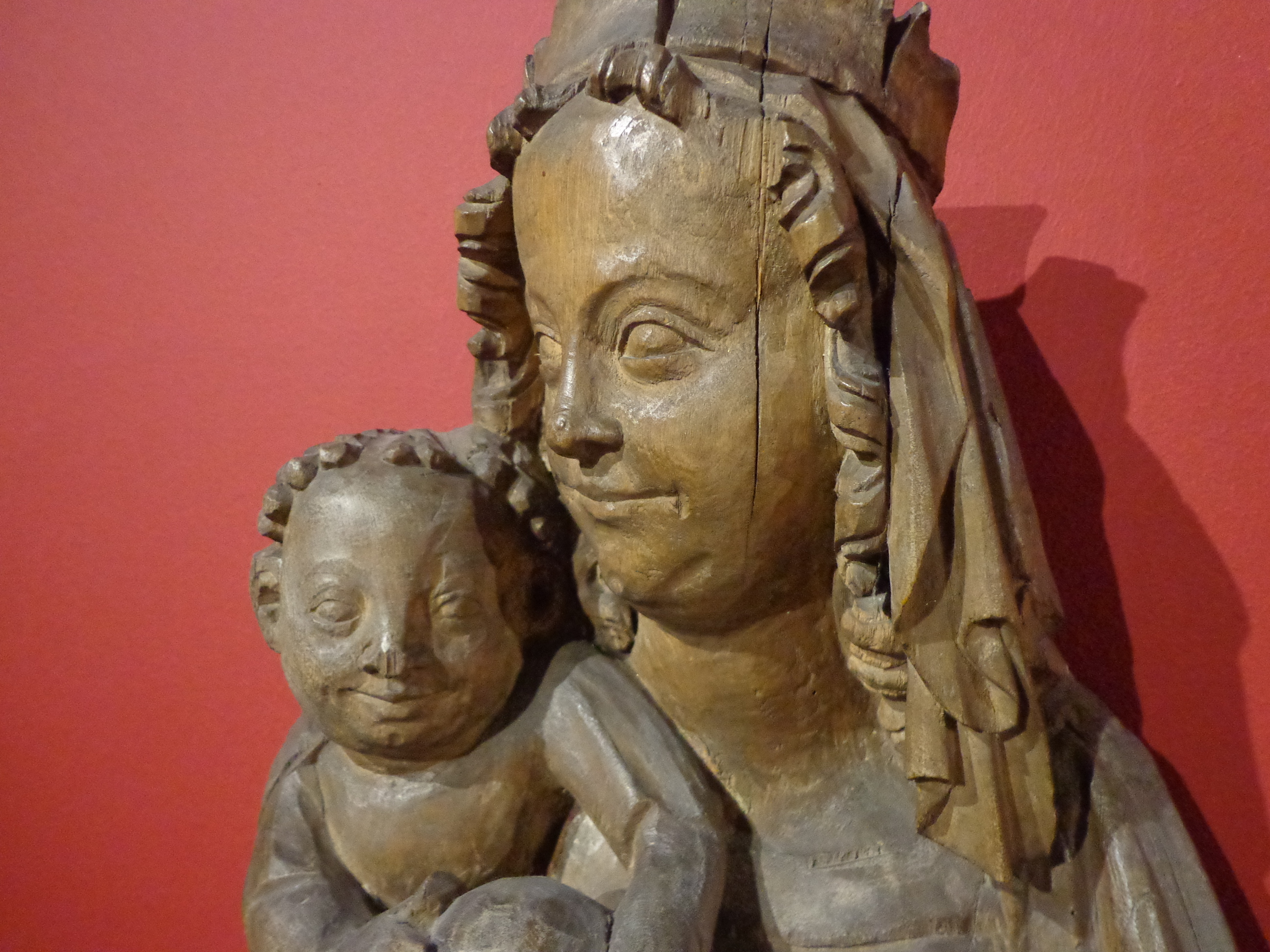
Мадонна з ямочками на щоках